# Reilhac (Cantal)
Reilhac is een gemeente in het Franse departement Cantal (regio Auvergne-Rhône-Alpes). De plaats maakt deel uit van het arrondissement Aurillac. Reilhac telde op 1 januari 2022 1.094 inwoners.

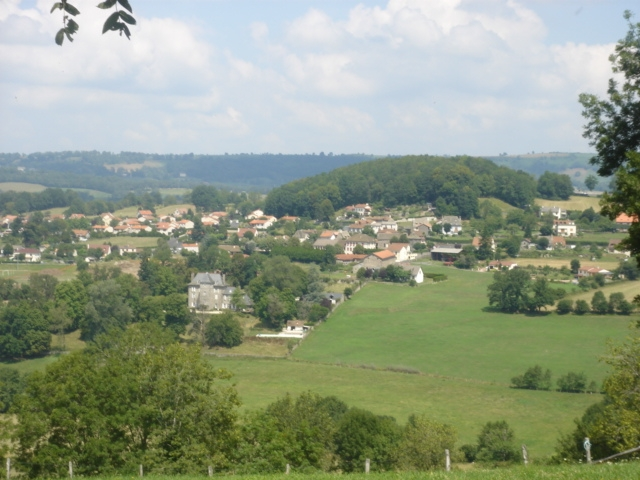
Reilhac
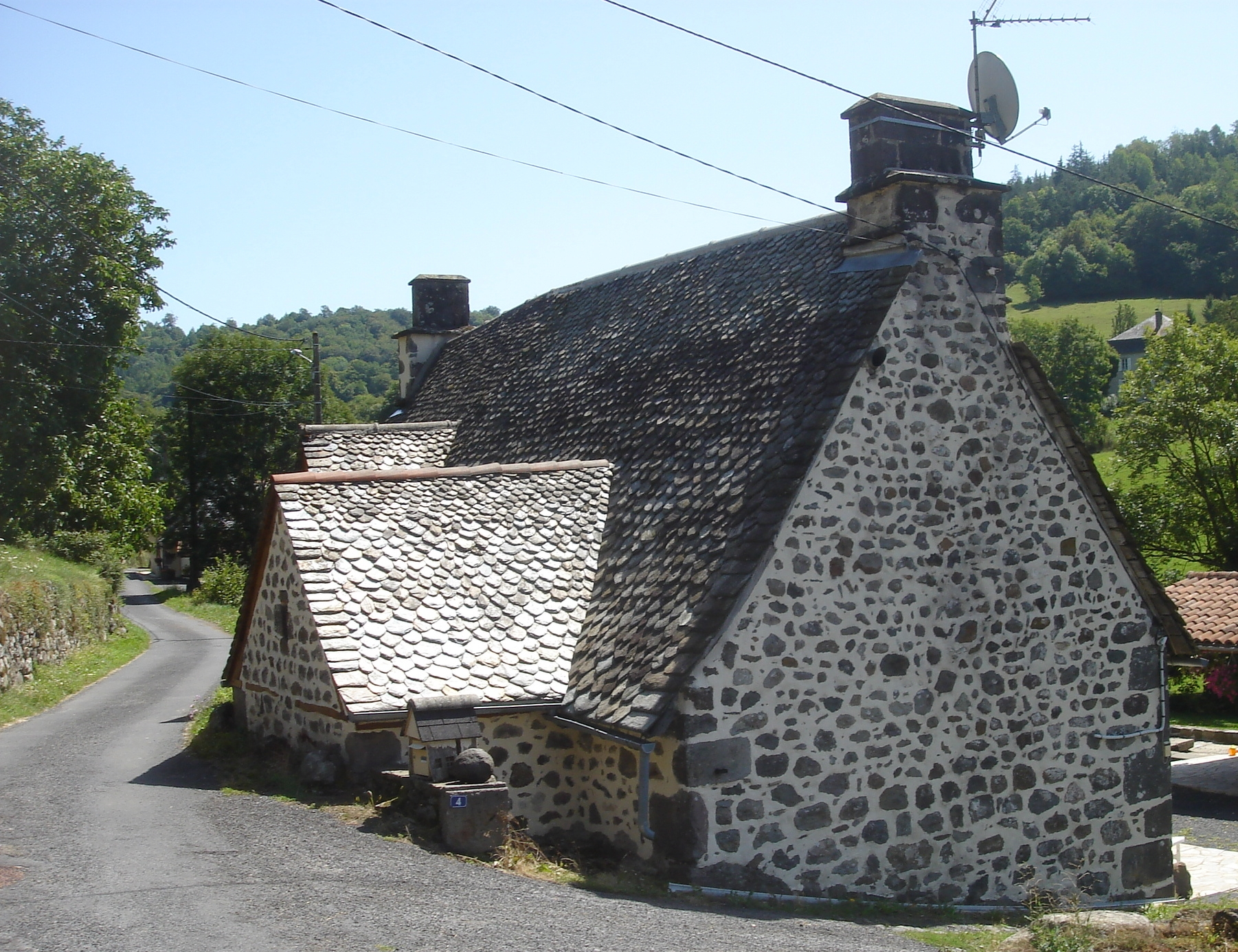
Huis in Reilhac
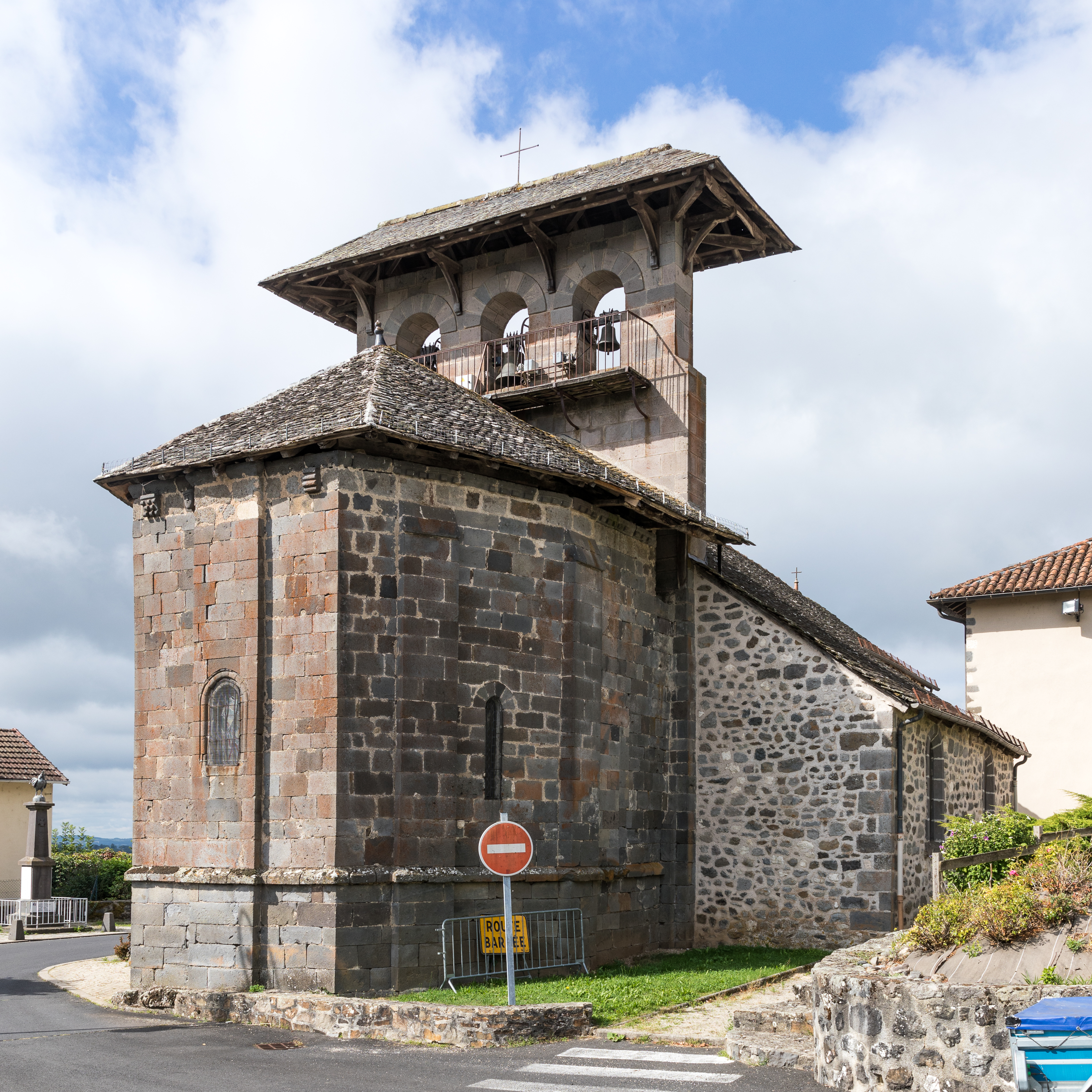
Kerk van Reilhac

## Geografie
De oppervlakte van Reilhac bedroeg op 1 januari 2022 8,89 vierkante kilometer; de bevolkingsdichtheid was toen 123,1 inwoners per km².
De onderstaande kaart toont de ligging van Reilhac met de belangrijkste infrastructuur en aangrenzende gemeenten.

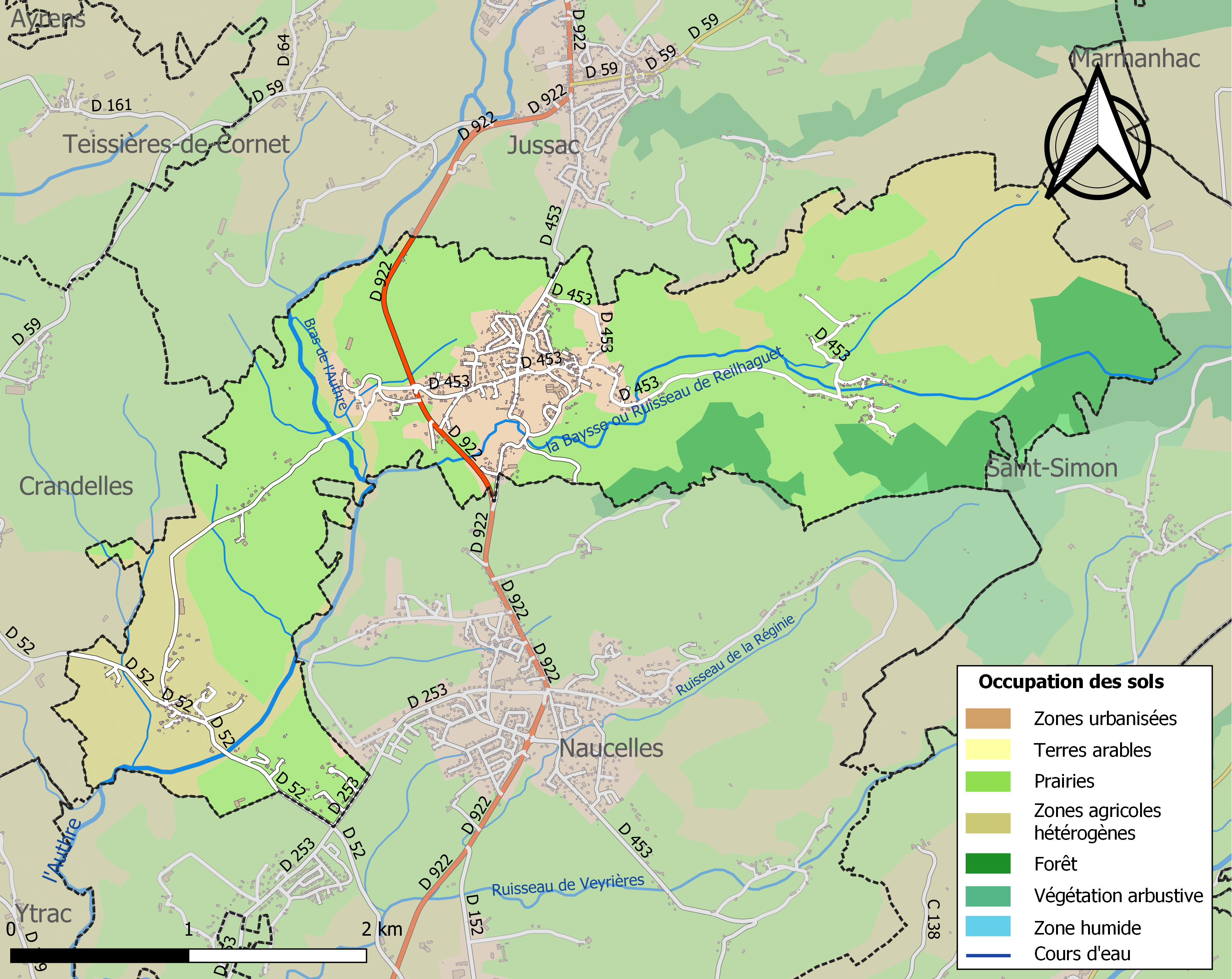

## Demografie
Onderstaande figuur toont het verloop van het inwonertal (bron: INSEE-tellingen).

Vanwege een beveiligingsprobleem met de MediaWiki Graph-software is het momenteel niet mogelijk deze grafiek weer te geven. Zodra de software is bijgewerkt zal de grafiek vanzelf weer zichtbaar worden.